# Mendip Engineering
Die Mendip Engineering Co. Ltd. war ein britischer Automobilhersteller in Chewton Mendip (Somerset). 1913–1922 wurde dort ein Kleinwagen gebaut.
Der Mendip 11 hp erschien 1913 mit einem seitengesteuerten 1,1 l-Vierzylinder-Reihenmotor. Das Fahrgestell des kleinen Wagens besaß 2515 mm Radstand. 1914 wurde der Hubraum durch Vergrößerung des Hubs von 77 mm auf 90 mm und dann auf 93 mm zuerst auf 1,27 l und dann auf 1,3 l angehoben.
Der Erste Weltkrieg beendete zunächst die Fertigung. 1919 lebte sie mit dem gleichen Modell wieder auf, das bei 89 mm Hub nun einen Hubraum von 1,25 l besaß. Auch der Radstand war auf 2489 mm geschrumpft. Noch im selben Jahr aber erschien eine Version mit auf 95 mm vergrößertem Hub, die damit 1,35 l Hubraum besaß. Der Radstand wuchs wieder auf das alte Maß. Diese Version wurde unverändert bis zum Jahr 1922 gebaut, als die Marke vom Markt verschwand.

## Modelle
| Modell | Bauzeitraum | Zylinder | Hubraum       | Radstand |
| ------ | ----------- | -------- | ------------- | -------- |
| 11 hp  | 1913        | 4 Reihe  | 1092 cm³      | 2515 mm  |
| 11 hp  | 1914        | 4 Reihe  | 1269–1311 cm³ | 2515 mm  |
| 11 hp  | 1919        | 4 Reihe  | 1255 cm³      | 2489 mm  |
| 11 hp  | 1919–1922   | 4 Reihe  | 1340 cm³      | 2515 mm  |

## Quelle
- David Culshaw & Peter Horrobin: The Complete Catalogue of British Cars 1895–1975. Veloce Publishing plc., Dorchester 1999, ISBN 1-874105-93-6.